# 修道院學校
修道院學校是由神職人員組成的教學機構，在裡面給修士和修女上課。

## 歷史
修道院學校在西元五世紀成立，最先是以教育修士和修女為目的，後來才擴展成也教育一般民眾。
修道院學校教授七藝，或稱三門普通學科（數學、辯證法、修辭學）和四門高級學科（算術、幾何學、天文學、音樂）。他們為之後的教育機構培養了教師人材，也因此是中古世紀大學的前身。
歐洲修道院學校的創立，根據傳說要追溯到本篤會和義大利卡西諾山修道院的創始人聖本篤以及與他同時代但較為年輕的卡西奧多羅斯。修道院學校經由阿尼亚纳的本笃的貢獻，在法國卡爾大帝統治時期特別蓬勃發展。自從這個時候開始，人們將修道院學校分成對外開放給一般民眾的學校，特別是地主，以及對內給未來的修士上的學校。
本篤會特別在英國進行科學的課程，並且從英國開始傳教到整個歐洲大陸，像是高盧、西班牙，並且經由聖博義傳到德國。十二世紀起，多明我會的托鉢修會以及方濟會也加入修道院學校的行列，他們讓非神職人員成為教師。之後的普利孟特瑞會，和最後由顧瑞特創立的「共同生活弟兄會」，以及在日耳曼化的斯拉夫國家裡的熙篤會也都加入此行列。
除了相似的大主教城市教堂學校，修道院學校在德國一直是唯一的教育機構。最古老的德語修道院學校有西元724年成立的赖谢瑙修道院（德國）、西元8世紀中的聖加侖修道院（瑞士）、西元731年或741年的下阿爾特艾希修道院（德國）、西元748年的富尔达（德國）、西元777年的克雷姆斯明斯特（奧地利）、阿德蒙特（奧地利）、西元1071年的聖弗洛里安修道院（奧地利）、Corvey（奧地利）、Hirsau（德國）、普呂姆（德國）、蘇格蘭修道院（維也納）和巴特黑斯費爾德（德國），其高峰時期是在奧托王朝和薩利安王朝時期。

## 課程
課程包括七藝、神學課程，像是聖經課，以及學習教會的規定和戒條。
在天主教的教會方面，耶穌會教士不僅排擠本篤會最古老的學校，也排擠兄弟會（Barnabiten und Piaristen）的新學校。
在過去數個世紀，許多天主教的修女建立了若干教育機構，給那些受過教育的家庭階層的女兒來上課。這在天主教的國家特別是發生在上層社會，並且產生出反對教會如此想法的重要影響。
十一世紀時，在人們紛紛開始在城市裡建立自己的學校和大學，修道院學校已經可得見嚴重的衰退。

## 福音新教的修道院學校
在緊鄰宗教改革的一些國家，許多修士和大主教的收入都使用來創建學校，有些人名至今仍是修道院學校、教堂學校和貴族學校的校名。而學校裡的整個修道院也是改變甚多。這在Sachsen Schulpforta、迈森和梅泽堡都可以看的見。符腾堡在宗教改革之後，經由1556年宣布的修道院條款（Klosterordnung），14間修道院學校的修道院也是大改變。在這些學校當中至今還存在的，只剩Evangelische Seminare Maulbronn und Blaubeuren這一間福音新教的學校。